# 白令海深海鰩
白令海深海鰩（學名：Bathyraja interrupta），為軟骨魚綱鰩目單鰭鰩科深海鰩屬的一種，分布於北太平洋白令海、阿拉斯加至加拿大卑詩省海域，深度23至1500公尺，本魚背部呈棕色至灰色，身上有許多小黑點，腹側白色，尾側下方常有深褐色斑點，背面覆蓋著砂紙狀的小刺，體長可達89公分，棲息在深海沙泥底質海域，為底棲性魚類，卵生，雌魚會產下帶有角的卵囊，顏色為金褐色，佈滿縱列的粗小刺，角逐漸變細呈絲狀，屬肉食性，以甲殼類、硬骨魚等為食，生活習性不明，通常做下雜魚或飼料。